# Taibai
Der Kreis Taibai (chinesisch 太白縣 / 太白县, Pinyin Tàibái Xiàn) gehört zum Verwaltungsgebiet der bezirksfreien Stadt Baoji im Westen der chinesischen Provinz Shaanxi. Er hat eine Fläche von 2.717 Quadratkilometern und zählt 39.630 Einwohner (Stand: Zensus 2020).

## Administrative Gliederung
Auf Gemeindeebene setzt sich der Kreis aus fünf Großgemeinden und drei Gemeinden zusammen: 
- Großgemeinde Zuitou (嘴头镇, Zuǐtóu Zhèn),
- Großgemeinde Taochuan (桃川镇, Táochuān Zhèn),
- Großgemeinde Yingge (鹦鸽镇, Yīnggē Zhèn),
- Großgemeinde Jingkou (靖口镇, Jìngkǒu Zhèn),
- Großgemeinde Taibaihe (太白河镇, Tàibáihé Zhèn),
- Gemeinde Wangjialen (王家塄乡, Wángjiāléng Xiāng),
- Gemeinde Huangbaiyuan (黄柏塬乡, Huángbǎiyuán Xiāng),
- Gemeinde Gaolong (高龙乡, Gāolóng Xiāng).